# Egesandro
Egesandro (in lingua greca antica: ῾Ηγήσανδρος; Delfi, II secolo a.C. – dopo il 144 a.C.) è stato uno storico greco antico.

## Biografia
Nato a Delfi, Egesandro dovrebbe essere stato uno scrittore a metà tra storiografia ed erudizione, situabile nel tardo Ellenismo, come si nota dai frammenti della sua opera a noi pervenuti. Dovrebbe essere vissuto almeno dopo Antigono Gonata, da lui menzionato.
Un'iscrizione onoraria, inoltre, è stata attribuita a questo autore, onorato negli anni 149-144 nella sua città con la seguente motivazione:
(trad. A. D'Andria)
L'iscrizione, se davvero riferibile al nostro Egesandro, rivela che egli risiedette per lungo tempo anche ad Atene e ne fu benefattore.

## Memorie
Egesandro compose un'opera con il titolo di Memorie (in greco: ῾Υπομνήματα), in almeno 6 libri, che consistevano in una raccolta di aneddoti e detti, in gran parte immaginari, concernenti filosofi, re ellenistici, cortigiani, parassiti. Ad essa attinsero sia Plutarco che Ateneo di Naucrati, che, dunque, ne tramandano numerosi frammenti.
Ancora da Ateneo abbiamo notizia di un trattato, ὑπόμνημα ἀνδριάντων καὶ ἀγαλμάτων (Commentario su statue e busti), probabilmente riguardante la statuaria e la bronzistica presenti nel tempio di Apollo e sulla Via Sacra e, inoltre, un pamphlet antiaccademico Sulla malignità di Platone.